# Kingsgate Castle
Kingsgate Castle er et slot på klipperne over Kingsgate Bay i Broadstairs i Kent. Det blev bygget som stald for lord Holland (Henry Fox, 1. Baron Holland) fra Holland House i 1760'erne. Navnet Kingsgate stammer fra Charles 2.'s landgang den 30. juni 1683 ("gate" referer til kløften mellem klipperne). Andre andre engelske monarker har brugt bugten, som George 2. i 1748. Bygningen ejedes senere af John Lubbock, 1. Baron Avebury.
Bygningen er ombygget til 31 lejligheder.